# Waskulogeneza
Waskulogeneza (hemangiogeneza) – proces powstawania naczyń krwionośnych de novo w zarodku. Waskulogeneza różni się od angiogenezy w jednym aspekcie: angiogeneza to tworzenie się nowych naczyń krwionośnych od wcześniej istniejących, natomiast waskulogeneza to tworzenie się nowych naczyń krwionośnych z komórek śródbłonka na wyspach krwiotwórczych.

## Proces
Podczas rozwoju embrionalnego pluripotencjalne komórki macierzyste (PSC) różnicują się do mezodermy, a następnie w procesie zwanym waskulogenezą prekursory mezodermalne różnicują się w komórki śródbłonka i tworzą pierwotny splot naczyniowy. Kluczową rolę w tym procesie odgrywa VEGF (czynnik wzrostu śródbłonka naczyniowego).